# Mes Aynak
Mes Aynak (piccolo pozzo di rame) è un sito archeologico afghano, situato nella provincia di Lowgar nel distretto di Mohammad Agha, quaranta chilometri a sudest di Kabul.

## Storia
Il sito archeologico si estende su circa quaranta ettari, circondato da un cerchio di monasteri e dotato di oltre quattrocento elaborate statue del Buddha in ceramica e pietra (alcune di grandi dimensioni) diversi stupa ed una zona commerciale.

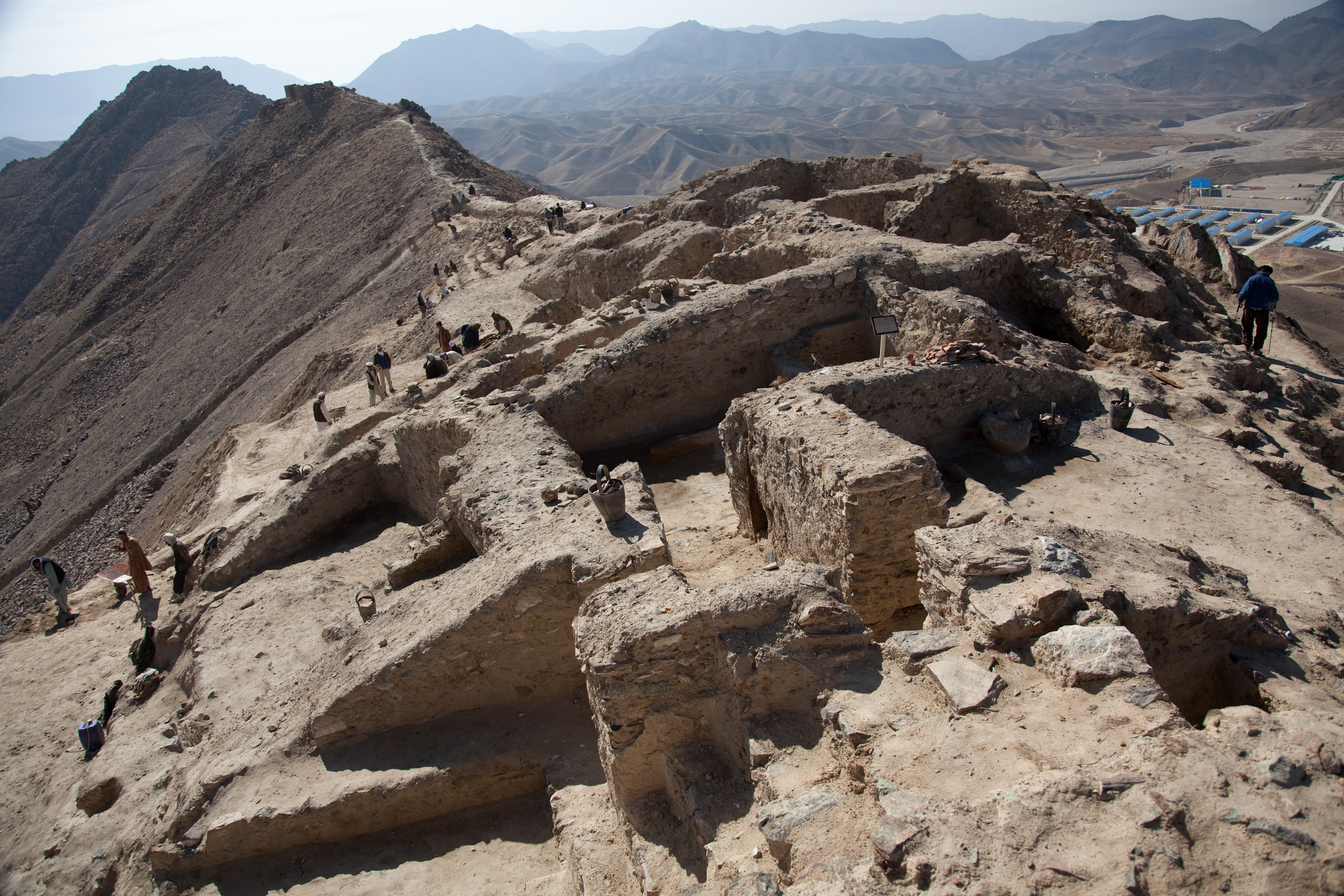
Mes Aynak

Dall'antichità preistorica risulta essere stato sfruttato per l'estrazione di rame e dal 2007 è stato concesso per trenta anni alla China Metallurgical Group Corporation (MCC) al costo di tre miliardi di dollari USA.
Archeologi di diversi paesi, capeggiati dai francesi del DAFA (delegazione archeologica francese in Afghanistan) attivi nel paese dal 1922, hanno ottenuto i permessi per uno scavo di salvataggio, che ha inizialmente prodotto in un solo anno, fra il 2010 ed il 2011, quattrocento manufatti di pregio, più di quanti in dotazione al Museo Nazionale di Kabul prima della guerra. Il Responsabile degli scavi, Philippe Marquis, ha definito Mes Aynak "uno dei punti più significativi della Via della seta".

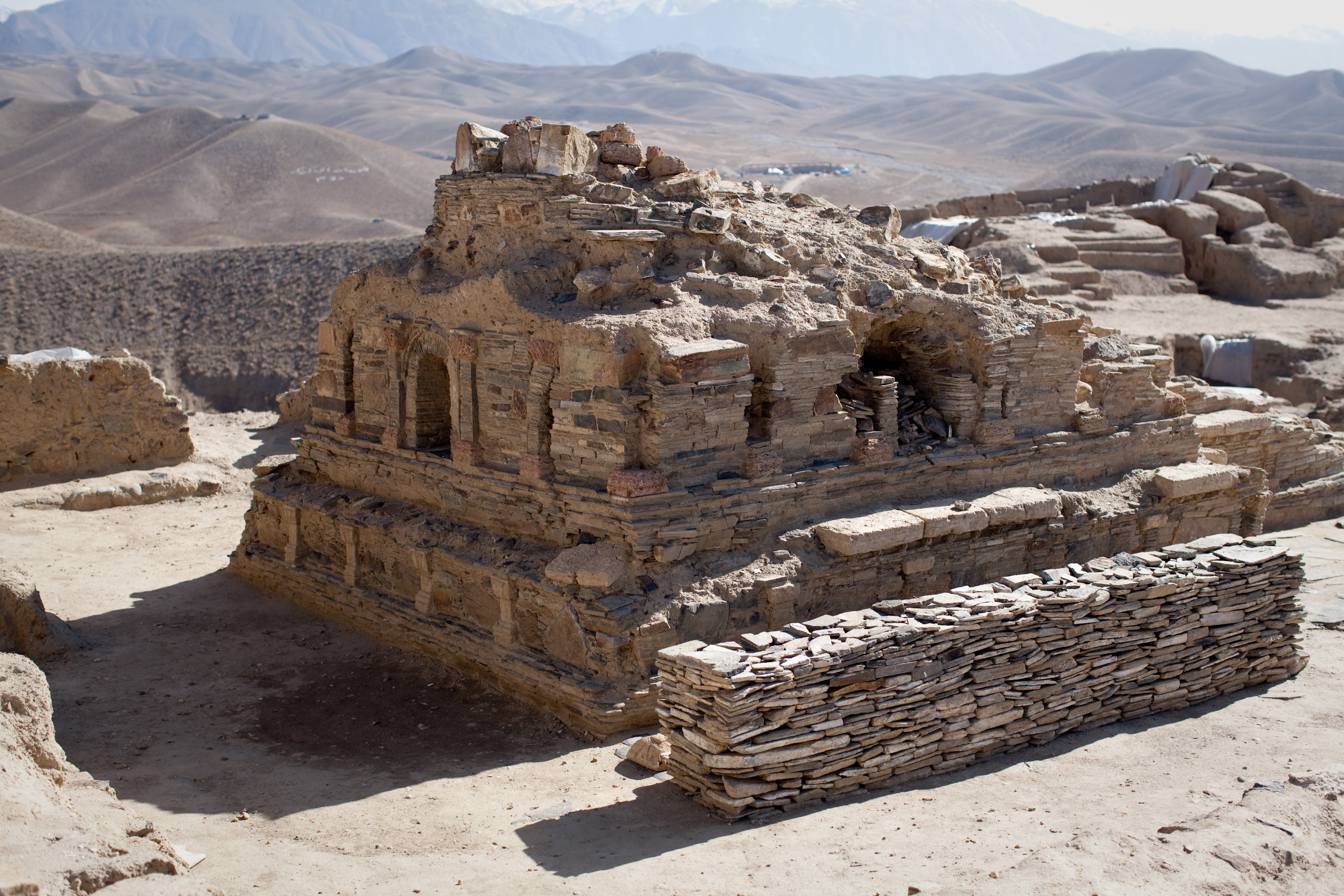

Contrariamente al triste fato di distruzione dei due Buddha scavati nella roccia a Bamiyan (Buddha di Bamiyan), gli sforzi internazionali hanno potuto fino ad oggi evitare la distruzione del sito per fini minerari, ritardando più volte l'inizio dei lavori e ottenendo diritti temporanei di ricerca su tutta l'area, per alcune zone, estesi su diversi anni.
Si è trovato un sito anteriore ai monasteri buddisti, dell'età del bronzo, antico circa 5000 anni. Una statua di Siddharta pare riferirsi ad un culto locale, mai altrove riscontrato, legato agli anni della sua vita anteriori alla sua creazione del Buddismo.